# Puncoling
Puncoling vagy Phuncsoling (dzongkha: ཕུན་ཚོགས་གླིང་, nyugati átírással gyakran: Phuntsholing vagy Phuentsholing) város Bhután délnyugati végében, az indiai határán. A Csukha nevű körzet székhelye. A 2020-as évek elején mintegy 20 ezer fő lakossal rendelkezik.

## Gazdaság
Szomszédos Dzsajgaon indiai várossal és a határokon átnyúló kereskedelem virágzó helyi gazdaságot eredményezett. A Bhutánba kerülő áruk többsége itt halad át, így a város az Indiával folytatott kereskedelem kapuja és itt alakult ki az ország legfőbb kereskedelmi központja.